# جیمز نورتون
جیمز نورتون (انگلیسی: James Norton؛ زادهٔ ۱۸ ژوئیهٔ ۱۹۸۵) بازیگر اهل بریتانیا است. وی از سال ۲۰۰۷ میلادی تاکنون مشغول فعالیت بوده‌است.
از فیلم‌ها یا برنامه‌های تلویزیونی که وی در آن نقش داشته است می‌توان به مأمور یاغی، آقای ترنر و جنگ و صلح، مرگ‌بازان، همپستد و موجوداتی در تاریکی اشاره کرد.